# Єжовець (Свентокшиське воєводство)
Єжовець (пол. Jeżowiec) — село в Польщі, у гміні Ключевсько Влощовського повіту Свентокшиського воєводства.
Населення — 225 осіб (2011).
У 1975-1998 роках село належало до Пйотрковського воєводства.

## Демографія
Демографічна структура на день 31 березня 2011 року:
|          | Загалом | Допрацездатний вік | Працездатний вік | Постпрацездатний вік |
| -------- | ------- | ------------------ | ---------------- | -------------------- |
| Чоловіки | 121     | 28                 | 83               | 10                   |
| Жінки    | 104     | 31                 | 51               | 22                   |
| Разом    | 225     | 59                 | 134              | 32                   |